# HD 225197
HD 225197，又名BD-17 6868，SAO 147064、HR 9101，是一颗恒星，视星等为5.78，位于銀經74.7，銀緯-74.79，其B1900.0坐标为赤經23h 59m 12.4s，赤緯-17° -74.79′ 3″。